# Кабелерез
Кабелере́з — специализированный инструмент для резки кабеля.
Как правило, кабелерез позволяет осуществлять резку чаще всего применяемых — медного кабеля сечением до 3 × 400 мм² и алюминиевого кабеля сечением до 200 мм. Есть универсальные кабелерезы, позволяющие справиться с проводами, имеющими сердечник из стали.
По способу приведения в действие существуют:
- механические (ручные): имеют чаще всего ручной привод с храповым механизмом привода секторного режущего элемента, что позволяет при небольших усилиях резать кабели большого диаметра.
- гидравлические (ручные и машинные): передача усилия на режущую часть производится с помощью гидравлического привода.
- электрогидравлические (чаще всего машинные): имеют ручной или ножной привод. Электрогидравлические кабелерезы созданы для быстрой и удобной работы и питаются от постоянной сети или от аккумуляторных батарей.